# Kultura Suomusjärvi
Kultura Suomusjärvi (od nazwy jeziora w Finlandii) – kultura archeologiczna rozwijająca się od końca VIII tysiąclecia p.n.e. Powstała jako efekt nasunięcia się ludności kompleksu z ostrzami trzoneczkowatymi, głównie kultury desneńskiej i świderskiej na początku holocenu. Ludność tej kultury zajmowała się myślistwem i rybołówstwem.
Wyróżnia się trzy fazy rozwojowe: Laperla, Sikunsuo oraz Kisko. Na stanowiskach występują m.in.: ostrza trzoneczkowate, skośne trapezy, siekiery, dłuta (żłobce), sztylety gładzone na obu stronach.